# Cyornis hyacinthinus
Cyornis hyacinthinus е вид птица от семейство Muscicapidae.

## Разпространение
Видът е разпространен в Индонезия и Източен Тимор.